# 元公 (許)
許 元公（きょ げんこう、生年不明 - 紀元前482年）は、春秋時代の諸侯国の許の君主の一人。姓は姜、名は成。許の君主で最後に「公」を名乗った。在位期間は紀元前503年から紀元前482年とされている。

## 生涯
十七年（紀元前506年）春三月、元公は劉の桓公・晋の定公・宋の景公・蔡の昭侯・衛の霊公・陳の恵公・鄭の献公・曹の隠公・莒の郊公・邾の隠公・頓公・胡公・滕の頃公・薛の襄公・杞の悼公・小邾の恵公・斉が召陵で会盟し、楚の討伐を謀った。夏六月、許は容城に遷都した。
十九年（紀元前504年）春、楚が負けたため、許は鄭によって滅亡した。
二十九年（紀元前494年）、元公・楚の昭王・陳の湣公・随侯は蔡を囲んだ。
四十一年（紀元前482年）夏、元公が死んだ。秋、元公を葬った。